# Er, nicht ich
Er, nicht ich ist eine Erzählung von Wolfgang Hilbig aus dem Jahr 1991, deren erste Fassung der Autor zehn Jahre zuvor niederschrieb. Reclam brachte den Text 1992 in der Sammlung Zwischen den Paradiesen heraus.
Es scheint, als wiederhole sich der Autor unablässig. Denn diese Darstellung von Ekel, Untergang, Absterben und Verfall könnte – oberflächlich betrachtet – genauso gut Der Brief heißen. Doch unter ihrer Oberfläche schlummern Bilder von der „stehengebliebenen Zeit“ aus den letzten Jahren der verfallenden DDR. In dieser verzweifelten Story des Zweifels wird sogar die Existenz jenes gewichtigen Briefes von dem Schreiber, einem ruhelosen Zweifler, ernsthaft angezweifelt.

## Titel
Der Titel ist mehrdeutig. Nachfolgend zwei der naheliegenderen Deutungen.
Der ersten Deutung sei die ziemlich vollständige Deskription der „Handlung“ in einem knappen Satz vorangestellt: Der Grübler und Bummler C. trägt in Ostberlin einen Brief zum Briefkasten. 
Den Inhalt dieses Papieres hat er vergessen. Sein Schreiben An die regierende Verwaltung der Hauptstadt hat er mit Cebolla unterschrieben. C. zweifelt zwar, ob er diesen Bief – der ein Schweigen breche, welches nicht gebrochen werden dürfe – wirklich verfasst hat und möchte ihn seinem „erdachten Doppelgänger“ in die Schuhe schieben, doch plötzlich entsinnt er sich des genauen Inhalts ellenlanger Passagen. Wie es scheint, hat C. am 7. November 1979 im Berliner Stadtteil K. eine 39-jährige ledige Frau Korall ermordet. Später dann war C. in die Rolle eines Zeugen in dem Mordfall geschlüpft und hatte Beamte der oben genannten Verwaltung an das Grab der Ermordeten geführt. Der Zeitpunkt war passend gewählt. Die Verwaltung konnte einen Mann – vermutlich jenen imaginären Doppelgänger – als Mörder festnehmen, gerade in dem Augenblick, als dieser Blumen am Grab niederlegen wollte. Der Mann – wahrscheinlich der knapp 50-jährige Arbeitslose G.C. aus dem Berliner Stadtbezirk L. – hatte C. den Strauß ins Gesicht geschleudert und geschrien: „Er war es... er, nicht ich!“
Die zweite Deutung fußt auf einem ich-Er-Motto aus dem 10. Buch von Platons Staat, das Wolfgang Hilbig seinem Text vorangestellt hat: „Doch ist, was ich vortragen will, nicht etwa eine Erzählung des weichlichen Alkinoos, sondern die eines wetterfesten Mannes, des Er...“ Das Erzählen – beziehungsweise im Falle C. das Schreiben – in der Ich-Form hält C. für eine unverzeihliche Schwäche eines Texte Produzierenden. Was heißt hier Schwäche? Allein der Gebrauch des Wörtchens ich sei eine Subversion.

## Inhalt
Der ehemalige Arbeiter C. wohnt erst ein paar Jahre in Ostberlin. Er kennt die Gegend, durch die er per pedes jenen Brief „an eine hochgeordnete Instanz der Stadt“ trägt. Vor einem reichlichen Jahr noch führte sein täglicher Arbeitsweg durch dasselbe Stadtviertel.
Wie war das gewesen? Mancher Begegnung mit jener Verwaltung hatte C. partout nicht ausweichen können. Die Verwaltung hatte C. in stundenlangem Gebrabbel nach entlegenen Dingen befragt. Den Hintersinn manches Statements der Verwaltung hatte C. erst später erahnt. Dabei hatte es nach C.s Ansicht so viele Aktivitäten der Verwaltung gegeben, über die ein Gedankenaustausch lohnenswert gewesen wäre. C. breitet nur eine dieser Aktivitäten der Verwaltung vor dem Leser aus – den Verkauf ganzer Bevölkerungsteile ins westliche Ausland. Er nennt den Vorgang Menschenhandel. Natürlich wird dieser Handel nur dem Leser bekannt gemacht. Der Erzähler meint, hätte C. in jenen Gesprächen mit der Verwaltung den Menschenhandel zur Sprache gebracht, wäre er inhaftiert worden. Der Erzähler gestattet C. die wörtliche Rede; genauer: C. gibt Gedanken zu seinem Brief in der vermaledeiten Ich-Form preis. Das Schriftstück handele von der Verabschiedung einer Idee. Die damit verbundene Entrümpelung habe C. über ein Jahr vor sich hergeschoben. Dabei sei er doch in konzentrischen Kreisen auf ein Loch zugetrieben. Der in die Irre gelockte Leser könnte dieses nebulöse Gerede mit dem oben angesprochenen Verfall der DDR in Verbindung bringen. Der Text könnte eine „Selbstkritik“ des Gesellschaftskritikers C. sein, der sich „als Kollaborateur und Denunziant“ hinstellt. Fragen über Fragen bleiben unbeantwortet. Weshalb enthält die Briefanschrift „eine verräterische Sentenz“? Warum fürchtet C. diese noch nach einem reichlichen Jahr des Verfassens? Weshalb hat C. den oben genannten Mord erfunden? Weil er nach dem Westen verschleudert werden wollte? Unmöglich, denn das wäre viel zu weit übers Ziel hinausgeschossen. Womöglich hatte der verwirrte C. bereits vor einem reichlichen Jahr den Verstand verloren, als er die „zuständigen Organe“ schriftlich „zur... Abschaffung der Realität“ aufforderte.
Die Explosion bleibt aus, so haben Bauer und Schoor den unbefriedigenden Schluss treffend umschrieben. Waren doch von Wolfgang Hilbig ein Sack voller Zeitzünder unterwegs vorsorglich installiert worden.

## Form
Die Semantik des Erzählerkommentars zu den abirrenden Gedanken C.s ist hochkomplex; auf Deutsch: der Text ist unverständlich. Zum Beispiel ist von den Plätzen (Arbeitsplätzen) Ostberliner Arbeiter die Rede, „wo das Wesen ihrer Funktion herrschte“. Trotz verklausulierter Umschreibung weiß der Leser, welches Spiel läuft. Zum Beispiel diese „Ländereien“, sprich die tote „Zone vor einer Grenze“, also das „Niemandsland“, das jene oben genannte Verwaltung für sich reserviert, sind nichts anderes als der Grenzstreifen vor der Mauer um West-Berlin herum.

## Rezeption
- Bauer und Schoor möchten in ihrer ausführlicheren Untersuchung wissen, warum sie „derart verdrehtes Zeug“[20] gerne lesen. Die beiden Hilbig-Forscher sehen – wie der Titel ihrer Untersuchung ausweist – das Auskundschaften des Textes als Fortsetzungsgeschichte. Schreiben sie doch: „Die besten seiner [gemeint ist der Text] Bilder... spotten jeder Auflösung.“[21] Natürlich bemerken Bauer und Schoor daneben Handfestes genug. Die meisten Menschen am Wege zum Briefkasten haben während der vierzig Jahre DDR Schaden genommen.[22] Bauer und Schoor gehen, wie andere Forscher, im Zusammenhang mit dem dominierenden Verfall, auf Trakls gleichnamiges Gedicht ein.[23] Bei der Untersuchung der „foppenden Struktur“[24] kommt eine Frage auf: „Will uns der Autor zum Narren halten?“[25] Der Eigenwert des Textes sei erst zugänglich, nachdem der Leser „über die »irre« wirkenden Zufälle und Reaktionen hinaus“ sei.[26] Cebolla wird in die Ahnengalerie der „tumben Toren“[27] hinter E. T. A. Hoffmanns Coppola und Thomas Manns Cipolla eingereiht.[28]
- Heising[29] sieht C. als absurden, schlimmer noch, als lebensfremden Helden.
- Loescher[30] widmet dem Text in seiner Dissertation das Kapitel Mythos, Utopie und Erinnerung in „Er, nicht ich“ und meint, C. habe keine Botschaft und selbst, wenn er eine hätte, könne er sie nicht überbringen.[31]
- Steiner[32] betrachtet C.s subjektive Erinnerungsarbeit und stellt sie gegen die „Realzeit“.

### Textausgaben
- Er, nicht ich. S. 21–97 in Wolfgang Hilbig: Grünes grünes Grab. Erzählungen (enthält noch: Fester Grund. Die elfte These über Feuerbach). Fischer Taschenbuch 12356, Frankfurt am Main 1993 (Ausgabe 1995). ISBN 3-596-12356-9[A 2]
- Wolfgang Hilbig: Er, nicht ich. S. 397–447 in Jörg Bong (Hrsg.), Jürgen Hosemann (Hrsg.), Oliver Vogel (Hrsg.): Wolfgang Hilbig. Werke. Band Erzählungen und Kurzprosa. Mit einem Nachwort von Katja Lange-Müller. S. Fischer, Frankfurt am Main 2009, ISBN 978-3-10-033642-2

### Sekundärliteratur
- Gerhard Bauer und Uwe Schoor: Die Kraft der Negation. Beginn eines Kommentars zu Hilbigs Text Er, nicht ich. S. 190–214 in Uwe Wittstock (Hrsg.): Wolfgang Hilbig. Materialien zu Leben und Werk. Fischer Taschenbuch Verlag, Frankfurt am Main 1994, ISBN 3-596-12253-8
- Bärbel Heising: „Briefe voller Zitate aus dem Vergessen“. Intertextualität im Werk Wolfgang Hilbigs. (Bochumer Schriften zur deutschen Literatur (Martin Bollacher (Hrsg.), Hans-Georg Kemper (Hrsg.), Uwe-K. Ketelsen (Hrsg.), Paul Gerhard Klussmann (Hrsg.))) Peter Lang, Frankfurt am Main 1996 (Diss. Bochum 1995), ISBN 3-631-49677-X
- Sylvie Marie Bordaux: Literatur als Subversion. Eine Untersuchung des Prosawerkes von Wolfgang Hilbig. Cuvillier, Göttingen 2000 (Diss. Berlin 2000), ISBN 3-89712-859-4
- Jens Loescher: Mythos, Macht und Kellersprache. Wolfgang Hilbigs Prosa im Spiegel der Nachwende. Editions Rodopi B.V., Amsterdam 2003 (Diss. Berlin 2002), ISBN 90-420-0864-4
- André Steiner: Das narrative Selbst – Studien zum Erzählwerk Wolfgang Hilbigs. Erzählungen 1979–1991. Romane 1989–2000. Peter Lang, Frankfurt am Main 2008 (Diss. Bremen 2007), ISBN 978-3-631-57960-2